# Вершники Стародавнього Риму

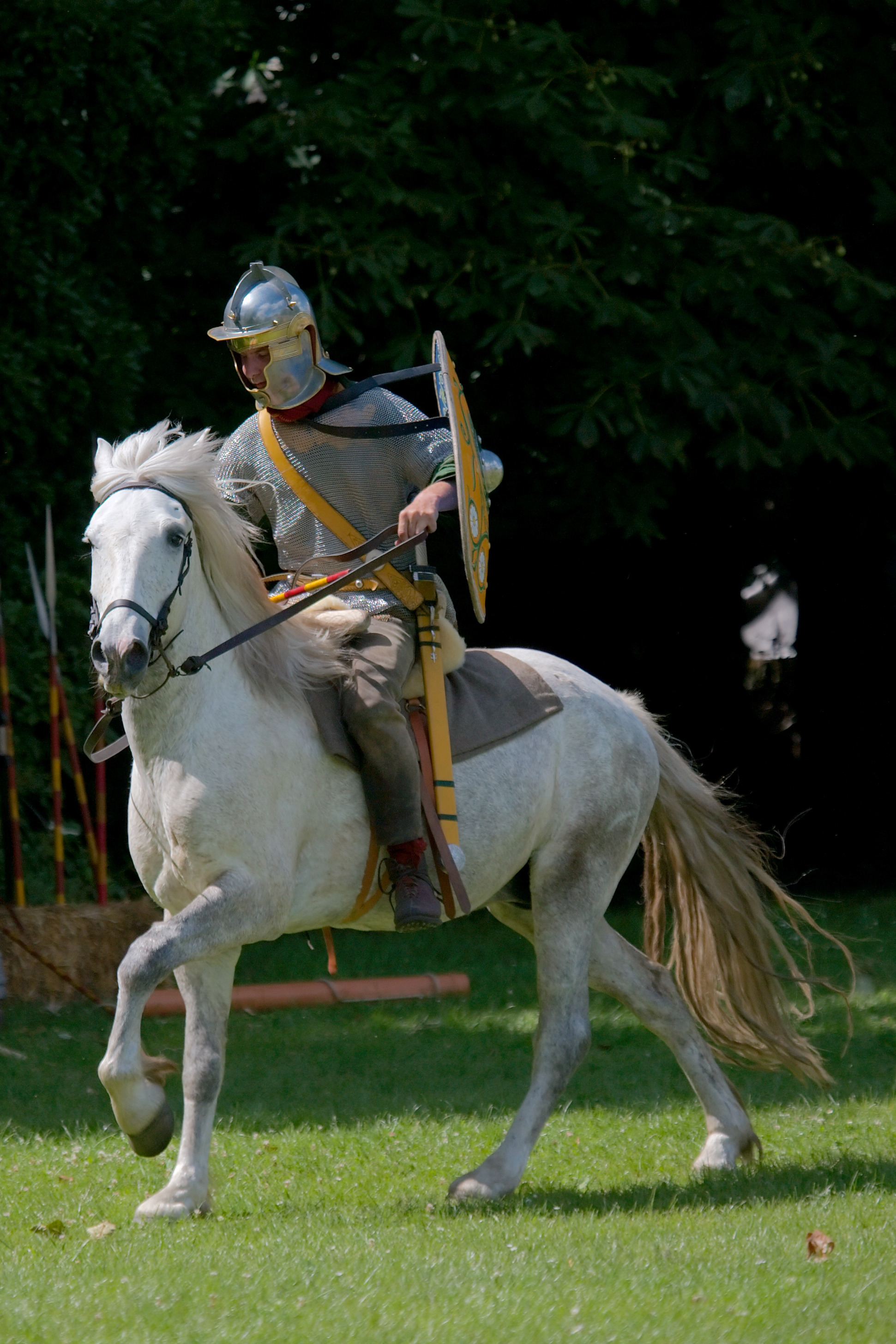
Римський еквіт (реконструкція)

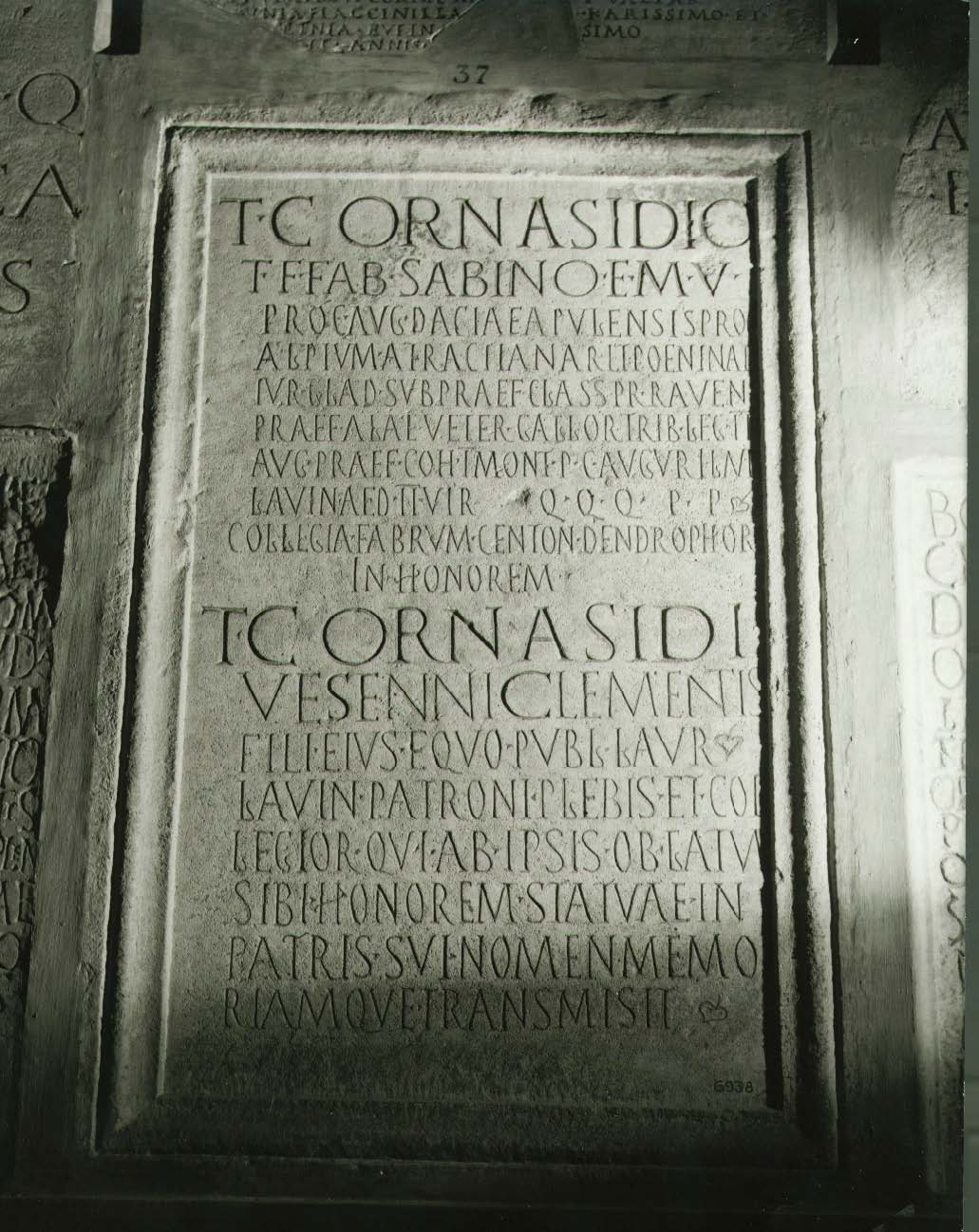
Надгробок Тита Корнасідія Сабіна, що описує типову кар'єру вершника в імперський період. Датований між 193 та 211 р.н. е.

Ве́ршники, або екві́ти (лат. equites, однина  — eques) — основа кінного війська у Стародавньому Римі. Пізніше вони виділилися у окремий суспільний і соціальний стан, другий за статусом після сенаторів. Латинське слово equites походить від equus («кінь»).
У царський період і ранній республіці приналежність до вершників визначалася громадянством та грошовим цензом: згідно законів Сервія Тулія (VI ст. до н. е.), найбагатші люди незнатного походження мали в разі збору ополчення виступати в похід на коні (звідки і назва «екві́ти»). Добрий кінь коштував дорого і незаможні громадяни не могли його собі дозволити. Відтак, вершниками були, в основному, патриції, а також представники комерційних та фінансових кіл, лихварі та торговці.
У IV—III ст. до н. е. вершники поступово перетворилися на окремий стан, який продовжив існувати у пізній республіці і в епоху імперії. Зберігаючи своє значення та соціальний зміст, вершники одночасно були представниками як комерційних, так і військових кіл. Саме з вершників переважно складався нижчий та середній командирський склад римської армії протягом більшої частини її існування.

## Інші кіннотники у лавах римської армії
Заможні мешканці Римської держави, які могли дозволити собі купити коня і необхідну збрую, але не мали громадянства, зараховувалися у військо з еквітів лише у винятково рідкісних випадках, зазвичай, вони проходили службу у допоміжних кінних загонах ауксиліїв. Там у винагороду за роки служби вони могли отримати громадянство і вже тоді перейти у підрозділ еквітів.
Еквітами не були також наймані кінні загони, що складалися з представників варварських народів.

## Цікавий факт
Нагородою за роки служби або особливі заслуги для приміпіла (найвищого за рангом центуріона легіону) могло бути його переведення у стан вершників.

## Відомі представники стану вершників
- Арміній — вождь племені херусків і очільник антиримського повстання у 9 році н. е., свого часу, служив у римській армії і в нагороду був введений у стан вершників.